# Hruszkiwka (rejon czerkaski)
Hruszkiwka (ukr. Грушківка) – wieś na Ukrainie, w obwodzie czerkaskim, w rejonie humańskim, w hromadzie Kamjanka. W 2024 liczyła 711 mieszkańców.

## Urodzeni
- Wasyl Jurczenko